# Colias occidentalis
Colias occidentalis is een vlindersoort uit de familie van de Pieridae (witjes), onderfamilie Coliadinae.
Colias occidentalis werd in 1862 beschreven door Scudder.